# Semicossyphus darwini
Semicossyphus darwini är en fiskart som först beskrevs av Leonard Jenyns 1842.  Semicossyphus darwini ingår i släktet Semicossyphus och familjen läppfiskar. IUCN kategoriserar arten globalt som otillräckligt studerad. Inga underarter finns listade i Catalogue of Life.